# پاندری (آیداهو)
پاندری(به انگلیسی: Ponderay) شهری در شهرستان بونر ایالت آیداهو است که جمعیت آن در سرشماری سال ۲۰۱۰ میلادی ۱٬۱۳۷ نفر بوده است.